# Sebastia elegans
Sebastia elegans är en fjärilsart som beskrevs av Moore 1865. Sebastia elegans ingår i släktet Sebastia och familjen björnspinnare. Inga underarter finns listade.